# Adolfína Božena Horská-Kusá
Adolfína Božena Horská-Kusá, rozená Adolfína Božena Votrubová, provdaná Kusá, pseudonym Horská (6. července 1895 Budapešť – 6. prosince 1982 Skuteč), byla česká malířka, restaurátorka a ilustrátorka.

## Život
Narodila se v Budapešti v rodině inženýra a vrchního ředitele konstrukčního oddělení firmy Ganz & Cie Františka Votruby a jeho ženy Boženy roz. Laxové. Vyrůstala se čtyřmi sourozenci, mezi nimiž byl nejstarším bratr Jan Alex (*1884), který jako violoncellista a později koncertní mistr působil v pražském Národním divadle (Jan Alex rovněž zdědil výtvarný talent, kreslil a vystavoval miniaturní akvarely a věnoval se dřevořezbě), dále bratr Cyril a nejmladší byla sestra Helena, pozdější žačka prof. Jana Heřmana a poté hráčka na klavír, která se již narodila v Čechách. Adolfína Božena měla výtvarný talent, který zdědila po svém otci, neboť byl znamenitým kreslířem, soukromým žákem slavného Franze Defreggera. Od svých deseti let začala intenzivněji malovat, věnovala se kresbě i malbě svého okolí.
Kolem roku 1900 se rodina vrátila do Čech (Boženiny rodiče pocházeli z Prahy), konkrétně na pražskou Tejnku. Záhy se přihlásila do soukromé malířské školy krajináře Ferdinanda Engelmüllera a v 19 letech začíná používat pseudonym „Horská“. Tento její pseudonym vyjadřoval výrazný vztah převážně k Vysočině. Po úmrtí prof. F. Engelmüller roku 1924 pokračovala ve studiu u ak. malíře Otakara Štáfla , s nímž podnikla vícero cest do Vysokých Tater, kde vzniklo množství kreseb a obrazů.
Následně absolvovala studijní cesty, zejména po Francii, Německu, Itálii, Maďarsku a Jugoslávii, kde načerpala mnoho uměleckých zkušeností. Zde poznávala nejen krajinu, ale blíže se seznamovala i s obrazy velkých mistrů v galeriích. Svoji první výstavu měla v březnu 1930 ve svém ateliéru v Třebízského ulici v pražské Bubenči. V letech 1931–1932 žila a studovala v Paříži, stala členkou Société des Artistec Indépedants a rovněž zde i vystavovala.
Po návratu z Paříže se představila české veřejnosti výstavou v Topičově salónu v Praze. V roce 1939 se provdala za architekta a stavitele Karla Kusého (1891–1971) a usadila se ve Skutči , kde ve svém atelieru malovala převážně krajiny, květiny a rozličná zátiší. Zemřela ve Skutči na počátku prosince roku 1982.
Akademická malířka Adolfína Božena Horská-Kusá vytvořila za svůj život rozsáhlé dílo, s nímž se představila na mnoha výstavách doma i v zahraničí. Námětově si nejvíce oblíbila krajinu a květiny, mistrně ovládala rozličné techniky, např. kresby tužkou, perem i křídou, malbu akvarelem, temperou nebo olejem. Rovněž restaurovala obrazy starých mistrů.

## Výstavy

### Autorské
- 1930 – Boža Horská: Výstava prací "Z Vysokých Tater" a "Pražské okolí"
- 1932 – Božena Votrubová-Horská: Souborná výstava obrazů, Topičův salon, Praha
- 1966 – Božena Horská-Kusá: Obrazy, Městské muzeum Polička
- 1968 – Božena Horská-Kusá: Na vysočině, Městské muzeum a galerie Skuteč
- 1968 – Božena Horská-Kusá: Obrazy, Osvětová beseda, Chrudim
- 1976 – Božena Horská-Kusá: Obrazy, SKP, Přibyslav
- 1976 – Božena Horská-Kusá: Obrazy, Kulturní centrum, Havlíčkův Brod
- 1976 – Božena Horská-Kusá: Obrazy, Kulturní středisko, Chrudim
- 1979 – Božena Horská-Kusá: Obrazy, Kulturní centrum, Havlíčkův Brod
- 1980 – Božena Horská-Kusá: Obrazy, Malinův dům, Havlíčkův Brod
- 1982 – Božena Horská-Kusá: Obrazy, Muzeum Dr. Aleše Hrdličky v Humpolci
- 1985 – Božena Horská-Kusá: Obrazy, Sdružený klub ROH, Chotěboř
- 1995 – Božena Horská-Kusá: Obrazy a kresby, Městské muzeum a galerie Hlinsko